# Aeroportul Macmillian Pass
Aeroportul Macmillian Pass (IATA: XMP, ICAO: CFC4) este un aeroport din Yukon, Canada.
Situat la o altitudine de 1.161 m, aeroportul dispune de o singură pistă.